# ويليام لافاييت دارلينغ
ويليام لافاييت دارلينغ (بالإنجليزية: William Lafayette Darling)‏ هو مهندس ومهندس مدني أمريكي، ولد في 1856 في أوكسفورد في الولايات المتحدة، وتوفي في 1938.
1. 1 2   https://books.google.com/?id=5TEOAQAAMAAJ&pg=PA180. {{استشهاد ويب}}: |url= بحاجة لعنوان (مساعدة) والوسيط |title= غير موجود أو فارغ (من ويكي بيانات) (مساعدة)
2. 1 2  Star Tribune (بالإنجليزية), Minneapolis: Star Tribune Media Company, ISSN:0895-2825, OCLC:43369847, QID:Q862148